# スティーブ・マクナルティ
スティーブン・L・マクナルティ（Steven L. McNulty , 1953年3月11日 - 1991年7月12日）は、アメリカ合衆国出身のプロ野球選手（投手）。
NPBでの登録名はスティーブ。

## 来歴・人物
ブリガムヤング大学から1974年にロサンゼルス・ドジャースと契約するが、3シーズン在籍で2A止まりとなりメジャー昇格はならなかった。
1977年の春季キャンプでテストを受け、ロッテオリオンズに入団。自主トレ、キャンプを通じ投手としての評判は日増しに増していき、持ち前の重い速球に縦に大きく割れるカーブは調整途中の他の投手の中では抜きん出た存在であった。金田正一監督も「即戦力にはならんが先が楽しみな投手や」と素質に惚れ込み、3月4日に二軍スタートすることで正式に採用が決まった。1975年にロッテに在籍した同姓のビル・マクナルティと区別するため、登録名はスティーブとなった。純真な性格はチーム内でもアイドル的な存在で陽気さを振りまき、先輩ナインからのアドバイスにも「イエス」と答え黙々と練習に取り組む姿勢は好評であり、開幕一軍のベンチ入りが決まる。4月2日の近鉄との開幕戦（宮城）で早くも初登板を果たし、村田兆治の後を継いでの登板であったが、ブルペンとは異なり実戦では本来の持ち味は出せなかった。重くて速い自慢のストレートは打ち頃の球に変わり、走者を出せば盗塁されるマウンド捌きで、加えて制球力も見る影がなく、バディ・ブラッドフォードに来日初本塁打を浴びた。同8日の対南海戦（大阪）では9回に野村克也と林俊宏に2者連続押し出し四球を与えてのサヨナラ負けを喫するなど制球に苦しみ、5月下旬に解雇された。

## 詳細情報

### 年度別投手成績
| 年 度     | 球 団     | 登 板 | 先 発 | 完 投 | 完 封 | 無 四 球 | 勝 利 | 敗 戦 | セ 丨 ブ | ホ 丨 ル ド | 勝 率 | 打 者 | 投 球 回 | 被 安 打 | 被 本 塁 打 | 与 四 球 | 敬 遠 | 与 死 球 | 奪 三 振 | 暴 投 | ボ 丨 ク | 失 点 | 自 責 点 | 防 御 率 | W H I P |
| --------- | --------- | ----- | ----- | ----- | ----- | -------- | ----- | ----- | -------- | ----------- | ----- | ----- | -------- | -------- | ----------- | -------- | ----- | -------- | -------- | ----- | -------- | ----- | -------- | -------- | ------- |
| 1977      | ロッテ    | 7     | 1     | 0     | 0     | 0        | 0     | 1     | 0        | --          | .000  | 94    | 20.0     | 16       | 3           | 17       | 1     | 0        | 17       | 0     | 0        | 15    | 14       | 6.30     | 1.65    |
| 通算：1年 | 通算：1年 | 7     | 1     | 0     | 0     | 0        | 0     | 1     | 0        | --          | .000  | 94    | 20.0     | 16       | 3           | 17       | 1     | 0        | 17       | 0     | 0        | 15    | 14       | 6.30     | 1.65    |

### 背番号
- 12 （1977年）